# 유로피아나
유로피아나(Europeana)는 유럽 연합의 전자 도서관 프로젝트로써 현재 유럽 연합 집행위원회에 의해 추진되고 있다. 서적을 스캔 버전인 전자도서로 공급하는 구글 북스와는 달리 대영박물관, 루브르 박물관, 프랑스 국립도서관 등 유럽 연합 내 1000여개의 도서관과 전문 기관이 보유하고 있는 서적, 음원, 영상 등 다양한 형태의 자료가 포함되었으며 2019년 5800만 개의 항목에 달했다. 사이트는 유럽 연합의 21개 공식 언어로 제공된다.

## 역사
2008년 11월 20일 EDLnet(European Digital Library Network)이라는 이름의 프로젝트로 시작해 2009년 2월 후속 버전인 유로피아나 1.0이 시작되었다. 이후 2010년 여름 정식버전이 되었다.